# 森美穂 (ゴルファー)
森 美穂（もり みほ、1992年12月19日 - ）は日本の女子プロゴルファー。三重県出身。

## 来歴
2005年、12歳で中部ジュニア（12歳～14歳の部）で優勝し、その後は同大会を3連覇している。
2009年に日本ジュニアゴルフ選手権競技(女子15～17歳の部)を優勝
2011年に高校卒業後のプロテストを最終テストまで進出したが不合格、同年アマ資格を放棄してプロ宣言。
2012年のQTでサードまで進出し、2013年からTPD単年登録をしツアーに出場しながらプロテスト合格を目指し、2015年8月1日 プロテスト5回目の挑戦で合格し、晴れて87期生として入会となった。

## おもな戦歴
- 2013年 ミヤギテレビ杯ダンロップ女子オープンゴルフトーナメント 18位
- 2015年 ルートインカップ 上田丸子グランヴィリオレディース 4位 ※ステップアップツアー
- 2016年 ニチレイレディス 20位
- 2016年 日本臓器製薬レディース ABC杯 15位 ※ステップアップツアー
- 2016年 フンドーキンレディース 12位 ※ステップアップツアー
- 2017年 ダイクレレディースカップ 16位 ※ステップアップツアー
- 2017年 日台交流うどん県レディースゴルフトーナメント 6位 ※ステップアップツアー
- 2018年 九州みらい建設グループレディースゴルフトーナメント 16位 ※ステップアップツアー
- 2018年 かねひで美やらびオープン 18位 ※ステップアップツアー
- 2023年 エイジェックLady Go Cup inとちぎ 優勝 ※ダブルストーナメントLady Goカップ ※香妻琴乃プロとのペアにて

## 契約先
- 所属 - テイ・エス テック
- ボール - ダンロップスポーツ
- ウェア - Tommy Hilfiger

## メディア出演
- ゴルフの女神（BSテレ東 2019年9月15日）
- 女子ゴルフペアマッチ選手権 inグアム（BS朝日 2020年3月23日）

## その他 情報
- 血液型：A型
- 趣味：ライブ観戦　バス釣り
- 経歴：福井工業大学附属福井高等学校卒業
- ゴルフ歴：3歳～